# Generaldirektor der Welthandelsorganisation
Der Generaldirektor der Welthandelsorganisation (eng. Director-General of the World Trade Organization oder als Abkürzung DG, WTODG oder DGWTO. Das Amt wird manchmal auch im Deutschen unpräzise als Generalsekretär der WTO übersetzt) ist mit der administrativen Leitung der Welthandelsorganisation (WTO) beauftragt.
Sein Einfluss auf die Politik der Welthandelsorganisation ist begrenzt. Die Politik wird von den Mitgliedern in den WTO-Ministerkonferenzen, dem Allgemeinen Rat, dem Dispute Settlement Body und dem Trade Policy Review Body gestaltet. Seine Rolle ist daher zum Teil beratend für die Mitglieder, jedoch sollte seine Rolle im Rahmen von Ministerkonferenzen nicht unterschätzt werden, wo der Generaldirektor zwischen Mitgliedern verhandelt.

## Geschichte
Vorgängerinstitution des Generaldirektors war der Generaldirektor des Allgemeinen Zoll- und Handelsabkommens (GATT). Im Rahmen der Uruguay-Runde wurde dann die Welthandelsorganisation geschaffen und ihr wurde als administratives Oberhaupt der Generaldirektor vorangestellt. Der letzte Generaldirektor des GATT 1994, Peter Sutherland, wurde der erste Generaldirektor der WTO.
Am 31. August 2020 legte Roberto Azevêdo sein Amt verfrüht nieder. Angekündigt hatte er dies im Mai desselben Jahres.
Daraufhin leitete der Vorsitzende des Allgemeinen Rates, David Walker, einen Auswahlprozess ein, bei dem den Mitgliedern acht Kandidaten präsentiert wurden. Am Ende blieben zwei Vorschläge übrig, die Südkoreanerin Yoo Myung-hee und Ngozi Okonjo-Iweala aus Nigeria. Nach langen Verhandlungen, insbesondere mit den Vereinigten Staaten, die die Kandidatur der Nigerianerin ablehnten, zog die Südkoreanerin ihre Kandidatur zurück und Ngozi Okonjo-Iweala wurde als erste Afrikanerin und erste Frau zur Generaldirektorin gewählt. Ihre Amtszeit geht bis zum 31. August 2025. Im November 2024 wurde Okonjo-Iweala als einzige Kandidatin für die 2025 startende Amtszeit nominiert.

## Position und Amtsfülle
Der Generaldirektor steht dem Generalsekretariat vor und regelt die laufenden Geschäfte der Welthandelsorganisation, die nicht eine Entscheidung der Gremien der Staatenvertreter brauchen. Nur der Generaldirektor besitzt das Weisungsrecht über die Mitarbeiter des Sekretariats.
Der Generaldirektor wird von der WTO-Ministerkonferenz gem. Art. VI.2 des Marrakesch-Abkommens ernannt und dabei werden seine Aufgaben, Amtszeit und weitere Bedingungen festgelegt. Teilweise erfolgt die Ernennung, insbesondere wenn keine Ministerkonferenz tagt, auch durch den Allgemeinen Rat, der in dem Fall die Aufgaben der WTO-Minsterkonferenz übernimmt. Dem Generaldirektor obliegt die Repräsentation der WTO gegenüber anderen Organisationen und andere Aufgaben, die ihm aufgrund einzelner Abkommen zugewiesen wurden, bspw. die Haushaltsplanung und die Aufbewahrung der Vertragsdokumente. Ein politisches Entscheidungsrecht oder Initiativrecht besitzt er laut den Verträgen der WTO jedoch nicht. Bei Verhandlungen und Streitigkeiten kann er hingegen in der Praxis aber eine bedeutende Rolle spielen.
Eine besondere Aufgabe des Generaldirektors ist, bei einem Streit über die Besetzung eines WTO-Panels die Panel-Mitglieder zu ernennen. Dies war einer Analyse aus dem Jahre 2006 zufolge bei knapp 80 % aller Rechtsstreitigkeiten der Fall.
Aber auch andere Aufgaben werden dem Generaldirektor im Rahmen des Dispute Settlement Understanding übertragen. So obliegt ihm eine Mediation vor der Einleitung eines Streitbeilegungsprozesses gem. Art. 5 DSU. Dieser Prozess wird jedoch selten angewandt.

## Liste der Generaldirektoren
Diese Liste umfasst alle von der Welthandelsorganisation als Generaldirektoren geführten Personen.
|    | Porträt               | Name                  | Amtszeit          | Amtszeit         | Nationalität | Kommentare |
| -- | --------------------- | --------------------- | ----------------- | ---------------- | ------------ | --- |
| 1. | Peter Sutherland      | Peter Sutherland      | 1. Juli 1993      | 30. April 1995   | Irland       | Sein Amt begann er als Generaldirektor des GATT. Das Amt wurde dann im Laufe der Amtszeit umgewandelt.                                              |
| 2. | Renato Ruggiero       | Renato Ruggiero       | 1. Mai 1995       | 31. August 1999  | Italien      | 1. gewählter Generaldirektor der WTO |
| 3. | Mike Moore            | Mike Moore            | 1. September 1999 | 31. August 2002  | Neuseeland   | Nach einem Diskurs über die Nachfolge Ruggieros wurde die Amtszeit einmalig auf 6 Jahre verlängert und die zwischen Moore und Panitchpakdi geteilt. |
| 4. | Supachai Panitchpakdi | Supachai Panitchpakdi | 1. September 2002 | 31. August 2005  | Thailand     | |
| 5. | Pascal Lamy           | Pascal Lamy           | 1. September 2005 | 31. August 2013  | Frankreich   | Amtierte zwei Amtszeiten |
| 6. | Roberto Azevedo       | Robert Azevedo        | 1. September 2013 | 31. August 2020  | Brasilien    | Amtierte zwei Amtszeiten. In der zweiten Amtszeit legte er sein Amt vor Ablauf der eigentlichen Dauer nieder.                                       |
|    |                       | Amt vakant            | 1. September 2020 | 28. Februar 2021 |              | |
| 7. | Ngozi Okonjo-Iweala   | Ngozi Okonjo-Iweala   | 1. März 2021      | amtierend        | Nigeria      | |